# Llista d'òperes de Wolfgang Amadeus Mozart

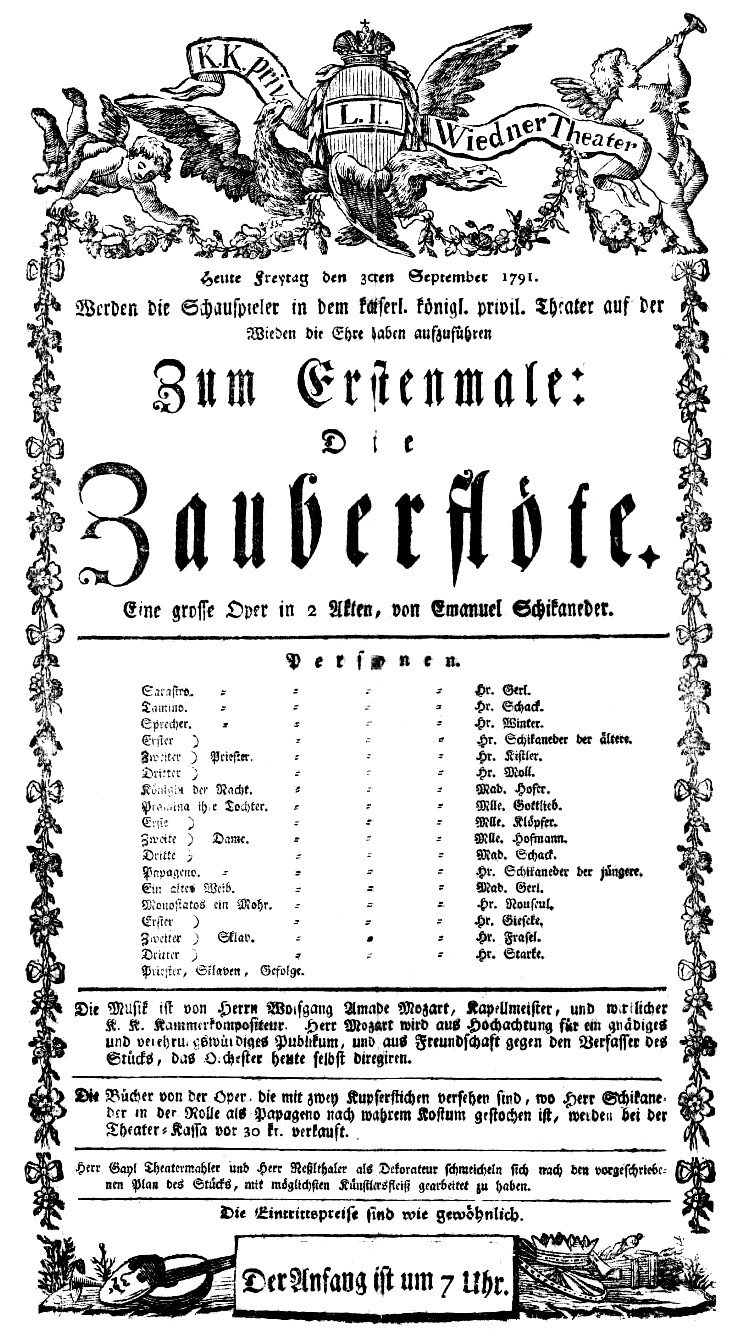
Pòster per a l'estrena de La flauta màgica, el 30 de setembre de 1791

La llista de les òperes de Wolfgang Amadeus Mozart compren 22 obres musicals molt variades. Hi ha des de petites obres de joventut fins a les grans òperes de la seva maduresa. Tres d'elles van quedar inacabades i no es van representar fins a molts anys després de la mort del compositor. Les obres de maduresa de Mozart formen part del repertori clàssic i apareixen habitualment en la programació dels teatres d'òpera de tot el món.
Des d'una edat molt jove Mozart tenia, segons l'analista de l'òpera David Cairns, "una extraordinària capacitat […] per incorporar i assimilar un nou estil sempre que fos més útil per a ell". En una carta al seu pare, amb data del 7 de febrer de 1778, Mozart escriu: "Com vostè sap, puc més o menys adoptar o imitar qualsevol tipus i estil de composició". Ell va utilitzar aquest do per obrir nous camins, convertint-se al mateix temps e un "assimilador, perfeccionador i innovador". Per tant, les seves primeres obres segueixen les formes tradicionals de l'òpera seriosa italiana i l'òpera bufa, així com el Singspiel alemany. En la seva maduresa, segons l'escriptor musical Nicholas Kenyon, "va millorar totes aquestes formes afegint l'enriquiment de la seva innovació", i, al Don Giovanni, va aconseguir una síntesi dels dos estils italians, incloent un personatge dramàtic com Donna Anna, caràcters buffo com Leporello i Zerlina, i un personatge mixt buffo-seriós com Donna Elvira.
Algunes idees i caracteritzacions introduïdes en les primeres obres es van anar desenvolupant i refinant posteriorment. Per exemple, les òperes de Mozart compten amb una sèrie de memorables personatges femenins, fortament caracteritzats, en particular les anomenades "soubrettes vieneses". L'escriptor musical i analista Gottfried Kraus ha remarcat que totes aquestes dones, com a prototips, van ser presents en òperes anteriors; Bastienne (1768), i Sandrina (La finta giardiniera, 1774) són precedents per a Constanze i Pamina, mentre que Serpetta és la precursora de la Blonde, Susanna, Zerlina i Despina.
Els textos de Mozart provenen d'una varietat de fonts i les primeres òperes, sovint, foren adaptacions d'obres ja existents. El primer llibretista triat pel mateix Mozart, per Idomeneo (1781) sembla que fou Giambattista Varesco. Cinc anys més tard, va començar la seva col·laboració més duradora, amb Lorenzo Da Ponte, el seu "veritable fènix". La creença generalitzada que Da Ponte va ser el llibretista de Lo sposo deluso (1783) per eliminació actualment ha estat rebutjada. Mozart va sentir que, com a compositor, ell havia de tenir una implicació considerable en el contingut del llibret, per així servir millor a la música. El musicòleg Charles Rosen comenta: "és possible que Da Ponte entengués les necessitats dramàtiques de l'estil de Mozart sense preguntar; però abans de la seva associació amb da Ponte, Mozart ja havia "intimidat" diversos llibretistes perquè li donessin els textos en la forma dramàtica que ell volia"

## Elaboració de la llista

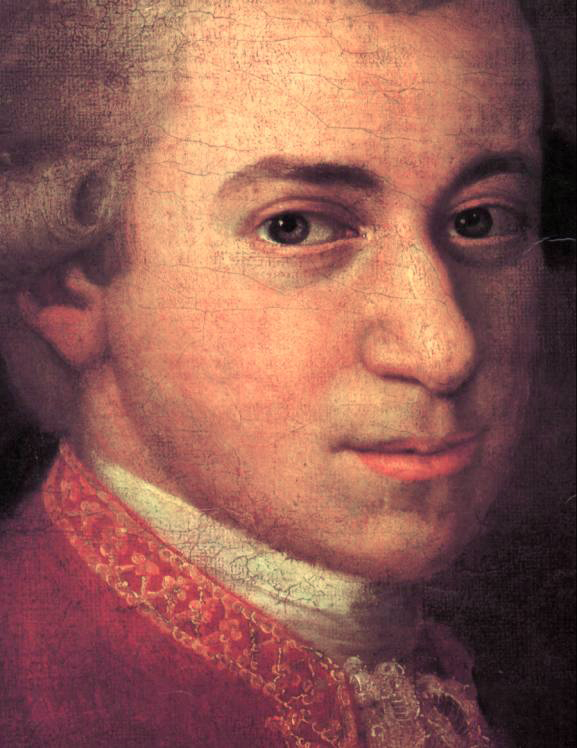
Mozart cap al 1780, per Johann Nepomuk della Croce

### Criteris en la selecció
La llista inclou totes les òperes i obres teatrals o escèniques generalment acceptades com a composicions de Wolfgang Amadeus Mozart. En aquest context, "teatral" significa representades en un escenari, i per cantants que interpreten d'acord amb una direcció d'escena. Algunes fonts han adoptat criteris més específics, el que comporta l'exclusió de la primerenca Singspiel sacre Die Schuldigkeit des ersten Gebots, que es classifica com un oratori. Tot i així, com Osborne deixa clar, el llibret conté anotacions que fan pensar que l'obra a més de cantar-la, es va representar, i es descriu formalment com un "Geistliches Singspiel" (interpretació sagrada amb música), no com un oratori.

### Ordenació
En general, la llista segueix l'ordre en què es van escriure les òperes. Hi ha incertesa sobre si La finta semplice va ser composta abans o després de Bastien und Bastienne. Thamos fou composta en dos parts; l'anterior a 1774, però és a la llista, d'acord amb la seva finalització el 1779-80. Die Zauberflöte i La clemenza di Tito van ser escrites a la vegada. La Flauta Màgica es va iniciar abans però la va deixar de banda per treballar en l'encàrrec del Tito, que va completar i es va estrenar abans; en general, es considera un treball anterior tot i tenir una número més gran en el Catàleg Köchel.

## Llista d'obres
Nota: Sota el títol original es posa la traducció catalana en lletra més petita
| Köchel | Any         | Títol | Idioma  | Tipus d'òpera                                     | Llibretista | Tipus de veus                                                               | Estrena |
| ------ | ----------- | --- | ------- | ------------------------------------------------- | --- | --------------------------------------------------------------------------- | --- |
| K 35   | 1766-67     | Die Schuldigkeit des ersten Gebots Part I L'obligació del primer manament 85%                                                                                           | alemany | Singspiel sacre                                   | Ignaz von Weiser | 3 sopranos, 2 tenors                                                        | Palau arquebisbal, Salzburg, 12 de març de 1767 |
| K 38   | 1767        | Apollo et Hyacinthus Apol·lo i Jacint 85% | llatí   | Peça musical a partir d'un text llatí             | Rufinus Widl, a partir de Les Metamorfosis d'Ovidi                                                                                    | 2 sopranos, 2 contralts, 1 tenor, 2 baixos i cor                            | Universität Salzburg, 13 de maig de 1767 |
| K 50   | 1768        | Bastien und Bastienne Bastià i Bastiana 85% | alemany | Singspiel en un acte                              | F. W. Weiskern i J. H. Muller | 1 soprano, 1 tenor, 1 baix                                                  | Primera representació confirmada: Architektenhaus, Berlín, 2 d'octubre de 1890. Representació no confirmada: Viena, octubre de 1768, en el jardí de Franz Mesmer. |
| K 51   | 1768        | La finta semplice La ingènua fingida 85% | italià  | Opera buffa en tres actes                         | Marco Coltellini, a partir Carlo Goldoni                                                                                              | 2 sopranos, 1 contralt (o mezzosoprano), 2 tenors, 2 baixos                 | Palau arquebisbal, Salzburg, 1 de maig de 1769 |
| K 87   | 1770        | Mitridate, re di Ponto Mitridates, Rei del Pont 85% | italià  | Opera seria en tres actes                         | Vittorio Amedeo Cigna-Santi, a partir d'una traducció a l'italià per Giuseppe Parini de Mitridates de Jean Racine                     | 4 sopranos, 1 contralt, 2 tenors                                            | Teatro Regio Ducal, Milà, 26 de desembre de 1770 |
| K 111  | 1771        | Ascanio in Alba Ascani a Alba 85% | italià  | Festspiel en dos actes                            | Giuseppe Parini | 4 sopranos, 1 tenor, cor                                                    | Teatro Regio Ducal, Milà, 17 d'octubre de 1771 |
| K 126  | 1772        | Il sogno di Scipione El somni d'Escipió 85% | italià  | Azione teatrale, o Serenata dramàtica, en un acte | Metastasio, basant-se en Somnium Scipionis de Ciceró                                                                                  | 3 sopranos, 3 tenors, cor                                                   | Palau arquebisbal, Salzburg, probablement l'1 de maig de 1772 |
| K 135  | 1772        | Lucio Silla Luci Sul·la 85% | italià  | Dramma per musica en tres actes                   | Giovanni de Gamerra, revisat per Metastasio                                                                                           | 4 sopranos, 2 tenors, cor                                                   | Teatro Regio Ducal, Milà, 26 de desembre de 1772 |
| K 196  | 1774-75     | La finta giardiniera The Pretend Garden-Maid 85% | italià  | Dramma giocoso en tres actes                      | Probablement Giuseppe Petrosellini | 4 sopranos, 2 tenors, 1 baix, cor                                           | Salvatortheater, Múnic, 13 de gener de 1775 |
| K 208  | 1775        | Il re pastore El rei pastor 85% | italià  | Serenata en dos actes                             | Metastasio, modificada per Giambattista Varesco, a partir de Aminta de Torquato Tasso                                                 | 3 sopranos, 2 tenors                                                        | Palau arquebisbal, Salzburg, 23 d'abril de 1775. |
| K 345  | 1773 i 1779 | Thamos, König in Ägypten Thamos, rei d'Egipte 85% | alemany | Cors i entreactes per a un drama heroic           | Tobias Philip.von Gebler | cor i solistes: soprano, alto, tenor, baix                                  | Kärntnertor Theatre, Viena, 4 d'abril de 1774 (dos cors); primera representació completa a Salzburg, 1779-80.                                                     |
| K 344  | 1779-80     | Zaide 85% | alemany | Singspiel (incomplet)                             | Johann Andreas Schachtner | 1 soprano, 2 tenors, 2 baixos, conjunt (petit cor) de 4 tenors, 1 narrador  | Frankfurt (lloc no registrat), 27 de gener de 1866. No representat en vida de Mozart.                                                                             |
| K 366  | 1780–81     | Idomeneo, re di Creta Idomeneu, Rei de Creta 85% | italià  | Dramma per musica en tres actes                   | Giambattista Varesco, a partir de Idoménée d'Antoine Danchet                                                                          | 3 sopranos, 1 mezzosoprano, 4 tenors, 1 baríton, 2 baixos, cor              | Court Theatre (actualment Cuvilliés-Theater), Múnic, 29 de gener de 1781                                                                                          |
| K384   | 1781-82     | Die Entführung aus dem Serail El rapte en el serrall 85% | alemany | Singspiel en tres actes                           | Gottlieb Stephanie, basant-se en Belmont und Constanze, oder Die Entführung aus dem Serail de Christoph Friedrich Bretzner            | 2 sopranos, 2 tenors, 1 baix, 2 narradors                                   | Burgtheater, Viena, 16 de juliol de 1782 |
| K422   | 1783        | L'oca del Cairo 85% | italià  | Dramma giocoso (incomplet) en tres actes          | Giambattista Varesco | (Provisional) 4 sopranos, 2 tenors, 2 baixos, cor                           | Theatre du Fantaisies-Parisiennes, París, 6 de juny de 1867. No representat en vida de Mozart.                                                                    |
| K430   | 1783        | Lo sposo deluso The Deluded Bridegroom 85% | italià  | Opera buffa (incomplete) en dos actes             | Desconegut. El llibret va ser una vegada atribuït a Lorenzo Da Ponte però possiblement ho va poder haver estat Giuseppe Petrosellini. | (Provisional) 3 sopranos, 2 tenors, 2 baixos                                | Theatre du Fantaisies-Parisiennes, Paris, 6 de juny de 1867. No representat en vida de Mozart.                                                                    |
| K486   | 1786        | Der Schauspieldirektor L'empresari 85% | alemany | Comèdia amb música en un acte                     | Gottlieb Stephanie | 2 sopranos, 1 tenor, 1 baix, 6 narradors                                    | Palau de Schönbrunn, Vienna, 7 de febrer de 1786 |
| K492   | 1785-86     | Le nozze di Figaro Les noces de Figaro 85% | italià  | Opera buffa en quatre actes                       | Lorenzo da Ponte, a partir de l'obra La folle journée, ou le mariage de Figaro de Pierre Beaumarchais                                 | 3 sopranos, 2 mezzosopranos, 2 tenors, 1 baríton, 3 baixos, cor             | Burgtheater, Viena, 1 de maig de 1786 |
| K527   | 1787        | Don Giovanni El llibertí castigat, o el Don Joan 85% | italià  | Dramma giocoso en dos actes                       | Lorenzo Da Ponte, basant-se en Don Giovanni Tenorio de Giovanni Bertati                                                               | 3 sopranos, 1 tenor, 1 baríton, 3 baixos, cor                               | Stavovské divadlo (Teatre dels Estats), Praga, 29 d'octubre de 1787                                                                                               |
| K588   | 1789-90     | Così fan tutte Així fan totes 85% | italià  | Dramma giocoso en dos actes                       | Lorenzo Da Ponte | 3 sopranos, 1 tenor, 1 baríton, 1 baix, cor                                 | Burgtheater, Vienna, 26 de gener de 1790 |
| K592a  | 1790        | Der Stein der Weisen La pedra filosofal Nota: Pasticcio, compost en col·laboració de Johann Baptist Henneberg, Franz Xaver Gerl, Benedikt Schack i Emmanuel Schikaneder | alemany | Singspiel en dos actes                            | Emanuel Schikaneder | 3 sopranos, 2 tenors, 2 barítons, 1 baix, 1 narrador                        | Theater auf der Wieden, Viena, 11 de setembre de 1790 |
| K621   | 1791        | La clemenza di Tito La clemència de Titus 85% | italià  | Opera seria en dos actes                          | Metastasio, revisada per Caterino Mazzolà                                                                                             | 2 sopranos, 2 mezzosopranos, 1 tenor, 1 baix, cor                           | Teatre dels Estats, Praga, 6 de setembre de 1791 |
| K620   | 1791        | Die Zauberflöte La flauta màgica 85% | alemany | Singspiel en dos actes                            | Emanuel Schikaneder | 6 sopranos, 2 mezzosopranos, 1 contralt, 4 tenors, 1 baríton, 4 baixos, cor | Theater auf der Wieden, Viena, 30 de setembre de 1791 |